# Dabesma (Piéla)
Pour les articles homonymes, voir Dabesma.
Dabesma est une localité située dans le département de Piéla de la province de la Gnagna dans la région Est au Burkina Faso.

## Géographie
Dabesma est située à 4 km à l'Ouest de Piéla (et la route nationale 18) sur la route régionale 2 reliant cette dernière à Boulsa.

## Économie
L'économie de la commune est très liée à l'agriculture pratiquée grâce à l'irrigation permise par la retenue d'eau due au barrage en remblai situé à proximité du centre du village.

## Santé et éducation
Le centre de soins le plus proche de Dabesma est le centre de santé et de promotion sociale (CSPS) de Piéla.